# Kuro (cràter)
Kuro és un cràter d'impacte en el planeta Venus de 8,8 km de diàmetre. Porta el nom d'un antropònim fulbe, i el seu nom va ser aprovat per la Unió Astronòmica Internacional el 1997.